# Mats Zuccarello Aasen

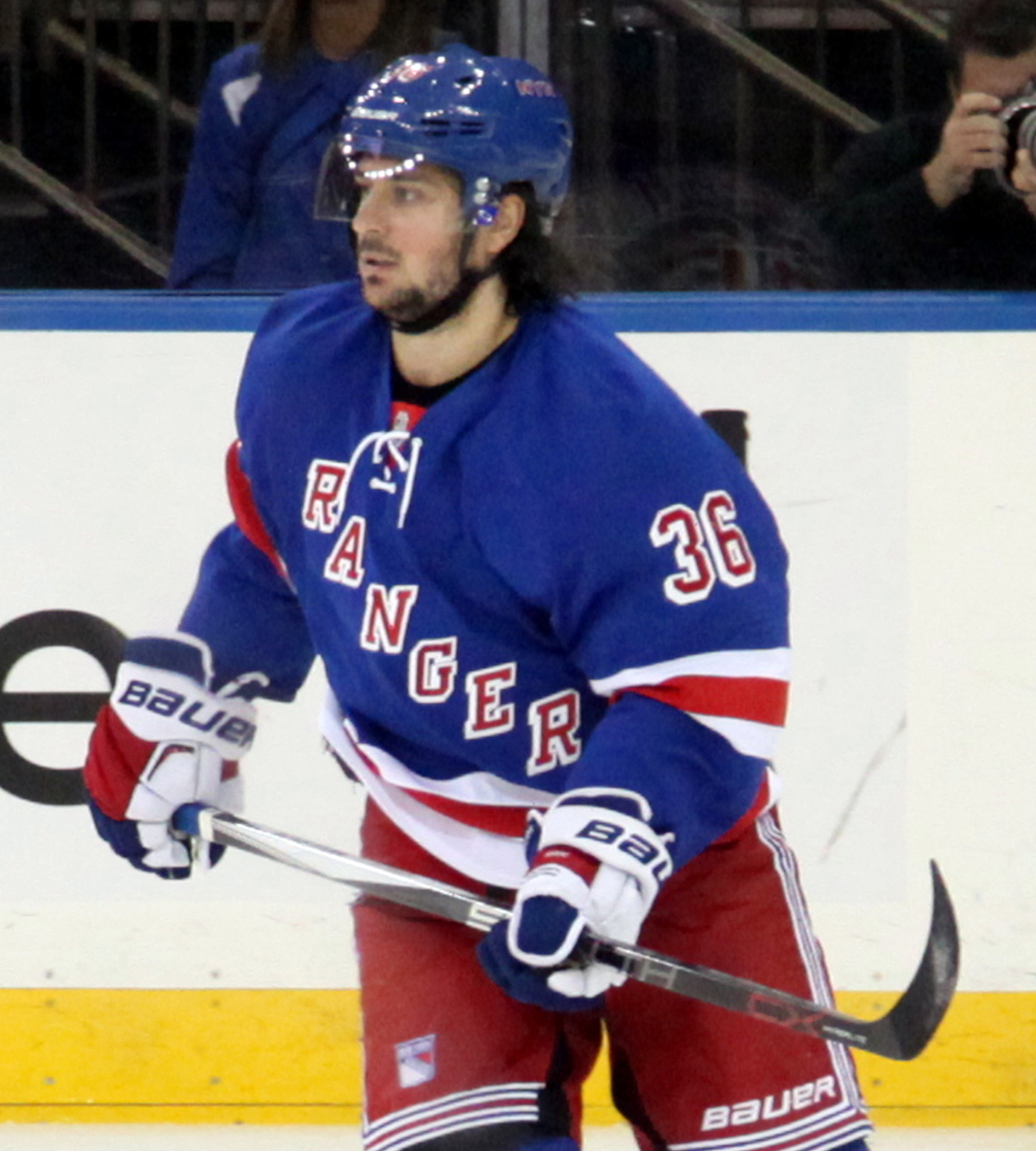
Zuccarello v dresu Rangers, září 2015.

Mats André Zuccarello Aasen (* 1. září 1987, Oslo) je norský hokejový útočník, který hraje v severoamerické National Hockey League (NHL) za klub Minnesota Wild. Předtím působil v Norsku a Švédsku.

## Dětství
Vyrůstal v Groruddalenu na východním okraji Osla. Má italský a norský původ. Hokej začal hrávat jako pětiletý chlapec v klubu Hasle-Løren, později jako junior působil v týmu Vålerenga Ishockey, kde si jej vyhlédlo mužstvo IK Frisk Asker.

## Hráčská kariéra

### Klubová kariéra
Do norské ligy vstoupil v dresu IK Frisk Asker, za které odehrál celkově tři sezóny. Ve své druhé a třetí sezóně se stal třetím nejproduktivnějším hráčem ligy. V ročníku 2007/2008 dopomohl týmu do finále norské ligy, kde je však porazili Storhamar Dragons. V roce 2008 podepsal smlouvu se švédským týmem MODO Hockey hrajícím nejvyšší švédskou ligu. V první sezóně byl se 40 body třetím nejlepším hráčem v klubovém bodování. Následující rok se ještě zlepšil - s 64 body byl nejproduktivnějším hráčem celé ligy a získal Zlatou helmu, cenu pro nejužitečnějšího hráče dle hlasování samotných hokejistů. V létě 2010 podepsal jako volný agent dvouletou smlouvu s týmem National Hockey League (NHL) New York Rangers. Začal v American Hockey League (AHL), kde nastupoval za farmářský tým Connecticut Whale (tým se později přejmenoval na Hartford Wolf Pack), po zranění Mariána Gáboríka byl v prosinci 2010 povolán do prvního týmu Rangers. Stal se tak sedmým Norem, který nastoupil v NHL. V první sezóně odehrál celkově 42 utkání v základní části a jedno v play-off s bilancí 6 gólů a 17 asistencí. Dne 1. dubna 2011 byl vrácen zpět na farmu do Connecticutu.
Dne 1. června 2012, podepsal smlouvu na dva roky s týmem Metallurg Magnitogorsk v ruské Kontinentální hokejová liga (KHL). Avšak, po výluce v sezóně 2012/13 se vrátil zpět do NHL.
Na konci sezóny 2012/13 podepsal opět kontrakt na jeden rok v hodnotě 1,15 miliónů dolarů. Sezóna 2013/14 se ukázala jako zlomová sezóna pro Zucarella. Stanovil své kariérní bodové maximum v gólech, tak jako i v asistencích a pomohl se tak Rangers dostat do finále Stanley Cupu, kde však prohráli s Los Angeles Kings 4:1 na zápasy. Zucarello byl prvním norským hokejistou, který se zúčastnil finále o Stanley Cup.
Dne 22. července 2014, souhlasil Zucarello s jednoroční smlouvou s Rangers v hodnotě 3,5 miliónů dolarů.
V průběhu sezóny 2014/15 se Zucarello dohodl na čtyřroční smlouvě v hodnotě 18 miliónů dolarů, která mu ročně přinese 4,5 miliónů dolarů a sahá až do sezóny 2018/19. Skončil pátý v bodovaní týmu, hrál velkou úlohu ve formaci spolu s Rickem Nashem, i díky tomu Rangers získali President’s Trophy, pro nejlepší tým základní části. Těsně po zahájení play-off byl trefen pukem do hlavy od jeho vlastního spoluhráče, kapitána Ryana McDonagha. Posléze bylo zjištěné, že utrpěl otřes mozku a s největší pravděpodobností bude chybět týmu po zbytek play-off, ale kdyby Rangers pokračovali v play-off nadále, tak by mohl být Zucarello k dispozici v případě, že by Rangers postoupili až do finále. Avšak, prohráli v rozhodujícím sedmém zápase ve finále východní konference proti Tampě Bay Lightning, a tak pro ně sezóna skončila.
Na začátku sezóny 2015/16 měl rychlý start po návratu, hned se stal nejvíce bodujícím hráčem svého mužstva. Dne 30. října 2015 zaznamenal svůj prvý hattrick v NHL proti Torontu Maple Leafs. Byl finalistou ucházející se o trofej Bill Masterton Memorial Trophy, udělovanou za oddanost a věrnost hokeji.

### Reprezentace
Za Norsko odehrál po dvou šampionátech juniorů do 18 i 20 let, za seniory nastoupil na mistrovství světa v letech 2008, 2009, 2010 a 2016.
Reprezentoval norský tým i na dvou zimních olympijských hrách v kanadském Vancouveru 2010 a v ruském Soči 2014.
Zucarello reprezentoval Výběr Evropy na Světovém poháru v roce 2016.

## Klubové statistiky
| Sezona             | Klub                   | Soutěž             | Základní část | Základní část | Základní část | Základní část | Základní část | Play off | Play off | Play off | Play off | Play off |
| Sezona             | Klub                   | Soutěž             | Z             | G             | A             | B             | TM            | Z        | G        | A        | B        | TM       |
| ------------------ | ---------------------- | ------------------ | ------------- | ------------- | ------------- | ------------- | ------------- | -------- | -------- | -------- | -------- | -------- |
| 2004/05            | IK Frisk Asker         | GET-ligaen         | 1             | 0             | 0             | 0             | 0             | —        | —        | —        | —        | —        |
| 2005/06            | IK Frisk Asker         | GET-ligaen         | 21            | 5             | 3             | 8             | 12            | 4        | 0        | 0        | 0        | 2        |
| 2006/07            | IK Frisk Asker         | GET-ligaen         | 43            | 34            | 25            | 59            | 36            | 7        | 4        | 4        | 8        | 2        |
| 2007/08            | IK Frisk Asker         | GET-ligaen         | 33            | 24            | 40            | 64            | 48            | 15       | 12       | 15       | 27       | 24       |
| 2008/09            | MODO Hockey            | SEL                | 35            | 12            | 28            | 40            | 38            | —        | —        | —        | —        | —        |
| 2009/10            | MODO Hockey            | SEL                | 55            | 23            | 41            | 64            | 62            | —        | —        | —        | —        | —        |
| 2010/11            | Connecticut Whale      | AHL                | 36            | 13            | 16            | 29            | 16            | 2        | 1        | 1        | 2        | 4        |
| 2010/11            | New York Rangers       | NHL                | 42            | 6             | 17            | 23            | 4             | 1        | 0        | 0        | 0        | 2        |
| 2011/12            | Connecticut Whale      | AHL                | 37            | 12            | 24            | 36            | 22            | —        | —        | —        | —        | —        |
| 2011/12            | New York Rangers       | NHL                | 10            | 2             | 1             | 3             | 6             | —        | —        | —        | —        | —        |
| 2012/13            | Metallurg Magnitogorsk | KHL                | 44            | 11            | 17            | 28            | 30            | 7        | 2        | 2        | 4        | 10       |
| 2012/13            | New York Rangers       | NHL                | 15            | 3             | 5             | 8             | 8             | 12       | 1        | 6        | 7        | 4        |
| 2013/14            | New York Rangers       | NHL                | 77            | 19            | 40            | 59            | 32            | 25       | 5        | 8        | 13       | 20       |
| 2014/15            | New York Rangers       | NHL                | 78            | 15            | 34            | 49            | 45            | 5        | 0        | 2        | 2        | 0        |
| 2015/16            | New York Rangers       | NHL                | 81            | 26            | 35            | 61            | 34            | 5        | 1        | 1        | 2        | 4        |
| 2016/17            | New York Rangers       | NHL                | 80            | 15            | 44            | 59            | 26            | 12       | 4        | 3        | 7        | 16       |
| 2017/18            | New York Rangers       | NHL                | 80            | 16            | 37            | 53            | 36            | —        | —        | —        | —        | —        |
| 2018/19            | New York Rangers       | NHL                | 46            | 11            | 26            | 37            | 24            | —        | —        | —        | —        | —        |
| 2018/19            | Dallas Stars           | NHL                | 2             | 1             | 2             | 3             | 0             | 13       | 4        | 7        | 11       | 6        |
| 2019/20            | Minnesota Wild         | NHL                | 65            | 15            | 22            | 37            | 18            | 4        | 0        | 1        | 1        | 0        |
| 2020/21            | Minnesota Wild         | NHL                | 42            | 11            | 24            | 35            | 18            | 7        | 0        | 3        | 3        | 2        |
| 2021/22            | Minnesota Wild         | NHL                | 70            | 24            | 55            | 79            | 24            | 6        | 1        | 3        | 4        | 2        |
| 2022/23            | Minnesota Wild         | NHL                | 78            | 22            | 45            | 67            | 26            | 6        | 2        | 3        | 5        | 4        |
| 2023/24            | Minnesota Wild         | NHL                | 69            | 12            | 51            | 63            | 30            | —        | —        | —        | —        | —        |
| GET-ligaen celkově | GET-ligaen celkově     | GET-ligaen celkově | 98            | 63            | 68            | 131           | 96            | 26       | 16       | 19       | 35       | 28       |
| SEL celkově        | SEL celkově            | SEL celkově        | 90            | 35            | 69            | 104           | 100           | —        | —        | —        | —        | —        |
| NHL celkově        | NHL celkově            | NHL celkově        | 835           | 198           | 438           | 636           | 321           | 96       | 18       | 37       | 55       | 60       |

### Reprezentační statistiky
| 2004                   | Norsko do 18 let       | MSJ U18                | 6  | 0 | 2  | 2  | 8  |
| 2005                   | Norsko do 18 let       | MSJ U18 (D1)           | 5  | 2 | 3  | 5  | 6  |
| 2006                   | Norsko do 20 let       | MSJ                    | 6  | 0 | 2  | 2  | 4  |
| 2007                   | Norsko do 20 let       | MSJ (D1)               | 5  | 2 | 5  | 7  | 2  |
| 2008                   | Norsko                 | MS                     | 7  | 1 | 0  | 1  | 2  |
| 2009                   | Norsko                 | MS                     | 6  | 3 | 0  | 3  | 8  |
| 2010                   | Norsko                 | ZOH                    | 4  | 1 | 2  | 3  | 2  |
| 2010                   | Norsko                 | MS                     | 6  | 3 | 1  | 4  | 2  |
| 2016                   | Norsko                 | MS                     | 7  | 1 | 2  | 3  | 4  |
| Juniorská reprezentace | Juniorská reprezentace | Juniorská reprezentace | 22 | 4 | 12 | 16 | 20 |
| Seniorská reprezentace | Seniorská reprezentace | Seniorská reprezentace | 33 | 9 | 5  | 14 | 24 |

#### Profily
- Mats Zuccarello Aasen – statistiky na Hockeydb.com (anglicky)
- Mats Zuccarello Aasen – statistiky na Elite Prospects (anglicky)
- Mats Zuccarello Aasen – statistiky na NHL.com